# Tesla Factory
Tesla Factory er en bilfabrik beliggende i Fremont i Californien og Tesla Motors primære produktionssted. Fabrikken var tidligere kendt som New United Motor Manufacturing, Inc. (NUMMI), et joint venture mellem General Motors og Toyota.